# Боран Кузум
Боран Кузум (тур. Boran Kuzum; 1 жовтня 1992 року, Анкара) — турецький актор.

## Біографія
Боран народився 1 жовтня 1992 року в Анкарі.  
Вивчав економіку в університеті Газі в Анкарі протягом року. Але покинув навчання. 
Закінчив театральний факультет Стамбульського університету-консерваторії. Грав у театрі. Знімався в різних рекламних роликах. 
Кар'єра актора на телебаченні почалася в 2015 році з ролі Суата в серіалі «Мами і матері». У 2016 році він зіграв дорослого султана Мустафу I в серіалі «Величне століття: Кьосем-Султан». В кінці 2016 року на турецькі екрани вийшов телесеріал «Моя Батьківщина — це ти», де Боран грає сина грецького генерала — лейтенанта Леона.

## Фільмографія
| Рік  |   | Українська назва               | Оригінальна назва     | Роль        |
| ---- | - | ------------------------------ | --------------------- | ----------- |
| 2015 | с | Мами і матері                  | Analar ve Anneler     | Суат        |
| 2016 | с | Величне століття: Кесем Султан | Muhteşem Yüzyıl Kösem | Мустафа I   |
| 2017 | с | Моя батьківщина - це ти        | Vatanım Sensin        | Леон        |
| 2017 | ф | Джинґез Реджаї                 | Cingöz Recai          | Cüneyt      |
| 2018 | с | Захисник                       | The Protector         | Okhan       |
| 2018 | с | Соколиний пагорб               | Şahin Tepesi          | Ефе         |
| 2020 | ф | Ми такі                        | Biz Böyleyiz          | Emrah       |
| 2020 | с | Зателефонуйте моєму менеджеру  | Menajerimi Ara        | Boran Kuzum |
| 2020 | с | Повага                         | Saygi                 | Savas       |

## Театр
| Рік       | Назва                    | Роль                         | Театр                                  |
| --------- | ------------------------ | ---------------------------- | -------------------------------------- |
| 2015      | Oyunun Oyunu (Не шуміти) | Frederick / Philip Brent     | Istanbul University State Conservatory |
| 2017-2018 | Martı (Чайка)            | Костянтин Гаврилович Треплєв | Pürtelaş Theatre, Istanbul, Turkey     |